# Three Lions
Three Lions est une chanson sortie en 1996 par le groupe anglais The Lightning Seeds à l’occasion du Championnat d'Europe de football 1996 organisé cette année-là en Angleterre. La musique est écrite par Ian Broudie (en), leader du groupe, et les paroles par Baddiel et Skinner (en), animateurs de l'émission Fantasy Football League (en).
Ce titre est devenu l’un des hymnes officieux de l’équipe d'Angleterre de football. Deux versions de ce titre ont atteint le sommet du UK Singles Chart et il réapparait régulièrement dans les charts britanniques à l’occasion de grands tournois (Coupe du monde ou Championnat d'Europe) auxquels participe l’équipe d’Angleterre.

## Three Lions(chanson originale de 1996)

### Thèmes
Les paroles, contrairement à celles de la plupart des chansons de football, ne parlent pas d'optimisme pour la victoire, mais parlent plutôt de comment, depuis le Coupe du monde de football de 1966, le seul succès de l'équipe anglaise, chaque tournoi s'est terminé dans des espoirs déçus. Cependant, les échecs répétés n'atténuent pas le sentiment que l'Angleterre pourrait à nouveau gagner : « Three lions on a shirt / Jules Rimet still gleaming / Thirty years of hurt / never stopped me dreaming ».
L'introduction comprend des extraits pessimistes de commentateurs :
- « I think it's bad news for the English game. » (Alan Hansen)
- « We're not creative enough; we're not positive enough. » (Trevor Brooking)
- « We'll go on getting bad results. » (Jimmy Hill)

Malgré les échecs du passé, chaque tournoi est accueilli avec de nouveaux espoirs que cela pourrait être l'année où ils gagnent : « I know that was then, but it could be again », et le refrain de la chanson proclame : « It's coming home, it's coming home, it's coming, football's coming home » qui se réfère, au slogan du championnat d'Europe de football 1996, « Football comes home », car le jeu moderne fut inventée en Angleterre.
La chanson fait référence aux héros anglais et aux célèbres moments du passé, en particulier :
- Bobby Moore : son tacle sur l'attaquant brésilien Jairzinho à la Coupe du monde 1970
- Gary Lineker : auteur du but de l'égalisation face à l'Allemagne en demi-finale de la Coupe du monde 1990
- Bobby Charlton : son but d'une longue distance contre le Mexique en 1966
- Nobby Stiles : sa danse de la victoire avec le trophée à la main en 1966

Selon l'autobiographie de Frank Skinner, les paroles originales soumises à la fédération anglaise de football incluaient une référence au défenseur Terry Butcher, qui donna une performance engagée, malgré sa tête saignant abondamment pendant une grande partie du match de qualification pour la Coupe du monde contre la Suède en 1989. Le FA demanda que ce vers soit modifiée, afin d'éviter les suggestions d'images de hooliganisme.
Le commentaire de la fin de la chanson contraste celui de l'ouverture avec des lignes positives qui suggèrent que l'Angleterre pourrait gagner un grand championnat de football :
- « England have done it in the last minute of extra time! » (John Motson lors du but à la dernière seconde de David Platt contre la Belgique en 1990)
- « What a save! Gordon Banks! » (David Coleman, commentant la manchette de Gordon Banks qui arrête un tir de la tête de Pelé en 1970)
- « England have got it in the bag. » (Harry Carpenter)

Le bruit de la foule dans l'introduction fut un enregistrement par Ian Broudie des fans de Brøndby IF à Anfield lors d'un match de Coupe UEFA en octobre 1995.
La compilation The Beautiful Game, sous-titré The Official Album of Euro '96, comprend deux démos.

### Succès
Le mouvement britpop est à son apogée en 1996. Three Lions est numéro un des ventes de singles et, alors que l'Angleterre progresse vers la demi-finale, les stades du pays se sont fait l'écho des fans qui chantent la chanson après les victoires anglaises sur l'Écosse, les Pays-Bas et l'Espagne. Au moment où L'Angleterre affronte l'Allemagne en demi-finale, Jürgen Klinsmann déclarera plus tard que les Allemands chantaient eux-mêmes la chanson sur le chemin du stade, et que l'équipe allemande et la foule chantaient sur le balcon de Römer à Francfort. Les Allemands la reprendront lors du retour à Wembley en 2007.
Depuis 2017, le titre est repris par le RC Strasbourg pour l'entrée des joueurs sur le terrain à chaque match à domicile au stade de la Meinau.

### Liste des pistes
1. Three Lions – 3:44
2. Three Lions (Jules Rimet extended mix) – 6:14
3. Three Lions (karaoke version) – 3:45

## 3 Lions '98
L'Angleterre perd lors d'une séance de tirs au but contre l'Allemagne en 1996, et la chanson devient une réalité. Elle est ensuite réenregistrée avec des paroles différentes (sous le titre 3 Lions '98) comme un hymne officieux pour la Coupe du monde de football de 1998 et est le numéro un des singles pour la deuxième fois, en battant la chanson officielle de l'Angleterre (How Does It Feel to Be) On Top of the World? d'England United.
Cette version de la chanson commence avec le son des foules du tournoi de 1996 chantant le refrain de la chanson originale dans les stades puis reprend le commentaire de Jonathan Pearce sur le penalty manqué par l'Anglais Gareth Southgate lors de la séance. Le commentaire de Pearce sur les matchs précédents du tournoi est également utilisé plus tard dans la chanson.
La version de 1998 parle du championnat d'Europe de football 1996, ainsi que la performance de l'équipe en qualification pour la Coupe du monde 1998. Les références se concentrent cette fois sur des joueurs de l'équipe d'Angleterre actuelle :
- Paul Ince : sa performance comme Butcher contre l'Italie dans une qualification cruciale pour la Coupe du Monde.
- Paul Gascoigne : le retour tant attendu de sa performance lors de la Coupe du Monde 1990 pour l'Euro 96, en particulier son triplé contre l'Écosse.
- Alan Shearer : avec cinq buts, il est le meilleur buteur de l'Euro 96, malgré une mauvaise forme avant la compétition.
- Stuart Pearce : sa célébration primale après avoir marqué un penalty lors de la séance de tirs au but en quart de finale contre l'Espagne, qui lève le fardeau qu'il avait ressenti après avoir échoué à marquer lors de la séance en demi-finale de la Coupe du monde 1990.

Cependant, et au milieu d'une grande controverse, ni Gascoigne ni Pearce ne sont dans la sélection pour la Coupe du monde de 1998, annoncée peu après que la chanson fut enregistrée.
En plus d'une version karaoké de la nouvelle chanson, le single présente une chanson intitulée Tout est possible en face B. La chanson est en grande partie composée d'un refrain récurrent, de samples de commentateurs, et de courts couplets occasionnels. Il commence avec un sample de discours français se référant à la Coupe du Monde.

### Clip
La clip de la version 1998 de la chanson montre un match entre un groupe de fans anglais (dont Baddiel, Skinner et le chanteur de Lightning Seeds, Ian Broudie) et les fans allemands, dont la plupart portent le nom Kuntz imprimé au dos de leurs maillots de football (à l'exception d'un, qui a plutôt "Klinsmann"). Le joueur allemand Stefan Kuntz avait joué un rôle décisif dans la victoire de l'Allemagne en demi-finale contre l'Angleterre à Wembley en 1996, mais son nom est similaire au mot anglais au sens vulgaire « cunts ».
Le clip a des caméos de Geoffrey Hurst (qui fait également une apparition dans le clip de la chanson de 1996), John Regis, Robbie Williams et Chris Evans.

## Three Lions 2010
Alors que Frank Skinner eut d'abord refusé au début l'année 2010, Skinner, Baddiel et Broudie sont rejoints par Robbie Williams et l'acteur Russell Brand dans un groupe appelé The Squad pour une nouvelle version à l'occasion de la Coupe du monde de football de 2010, produite par Trevor Horn. La chanson comporte des chœurs de l'ACM Gospel Choir, une soprano (Olivia Safe) et le commentateur John Motson. Le single atteint la 21e place des ventes.

### Liste des pistes
CD single
1. Three Lions (2010 version) – 4:17
2. Three Lions (original version) – 3:36

Téléchargement
1. Three Lions (2010 version) – 4:17
2. Three Lions (2010 edit) – 3:37

CD single Asda
1. Three Lions (2010 version) – 4:17
2. Three Lions (2010 Asda choir version) – 4:16

## Autres versions
3 Lions '98 est réédité pour la Coupe du Monde en 2002, et encore le 5 juin 2006 pour la Coupe du Monde 2006 en Allemagne. Il se classe neuvième des ventes en 2006. La réédition de 2006 est une version Dualdisc avec à la fois la version originale de Three Lions et 3 Lions '98 sur le côté CD et les clips des deux chansons du côté du DVD.